# ポートランディア
ポートランディア（Portlandia）は、アメリカ合衆国のオレゴン州ポートランド市街地のマイケル・グレイブスのポートランド・ビル入口上部にある、彫刻家レイモンド・カスキーによる彫像。ニューヨークの自由の女神像に次いで、アメリカで2番目に大きな「打ち出し細工の銅像」であることで有名である。
ウィラメット川の上を荷船で運ばれた後、1985年9月に同所に設置された。デザインはポートランドの市章に基づく。古い衣服を身に纏い、右手に三叉の矛を持った女性が訪問客を迎える姿が表現されている。
像自体で36フィート（11メートル）の高さを持ち、もし立ち上がれば50フィート（15メートル）の高さになる。付随の銘板には、ポートランドに住む詩人ロナルド・トルニーの詩が書かれている。街路のすぐ上に置かれており、樹木が立ち並んだ狭いバス専用道路を眺めた姿を取っている。